# Tomoxia formosana
Tomoxia formosana là một loài bọ cánh cứng trong họ Mordellidae. Loài này được Chûjô miêu tả khoa học năm 1935.